# ウィリアム・ターナー (博物学者)

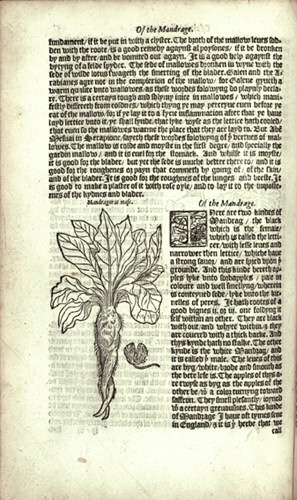
A New Herball より、マンドレイクの図版。この本は、英語で書かれた初の本草書である。（この時代まで、学術書はラテン語で書かれていた。）

ウィリアム・ターナー（William Turner、1508年?  - 1568年7月13日?）は、イギリス（イングランド王国）の牧師、宗教改革者。医者、博物学者としても知られる。イタリアのフェラーラとボローニャの大学で薬学を学んだ。初期の植物学者、薬剤師（ハーバリスト）の一人である。16世紀当時イギリスは、植物学研究で大陸に後れを取っていたが、その遅れをある程度取り戻すことに貢献した。鳥類学者でもあった。ターナーは、イギリス人として初めて植物の科学的研究を行い、「イギリス植物学の父」とよばれている。動物学・植物学で有名なスイスの博物学者コンラート・ゲスナーの友人である。

## 生涯

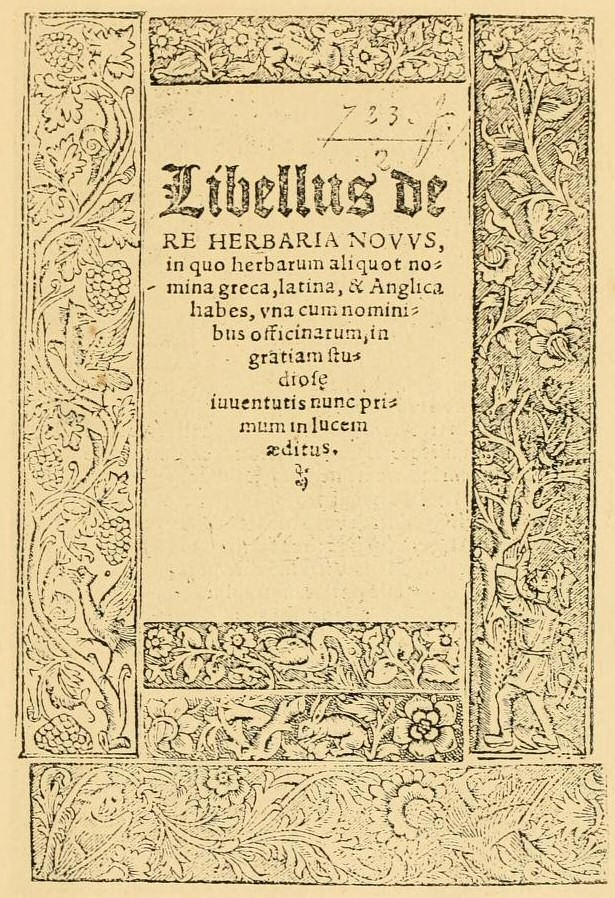
Libellus de Re Herbaria Novus,1538 タイトルページ

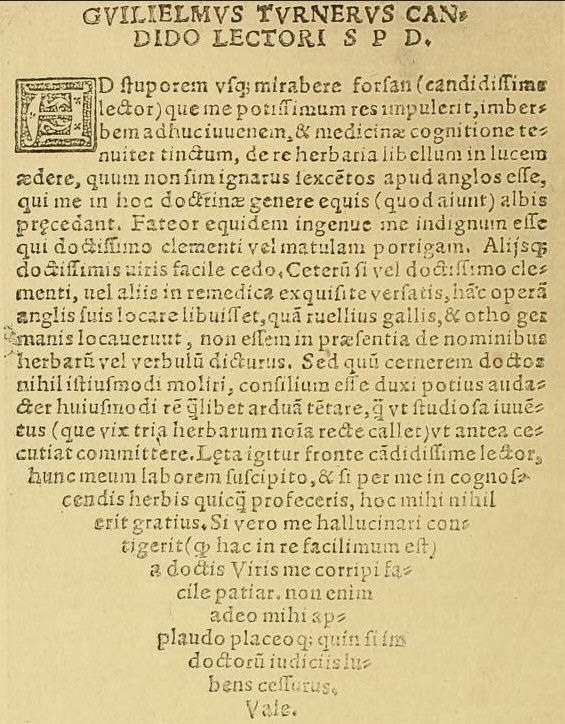
Libellus de Re Herbaria Novus

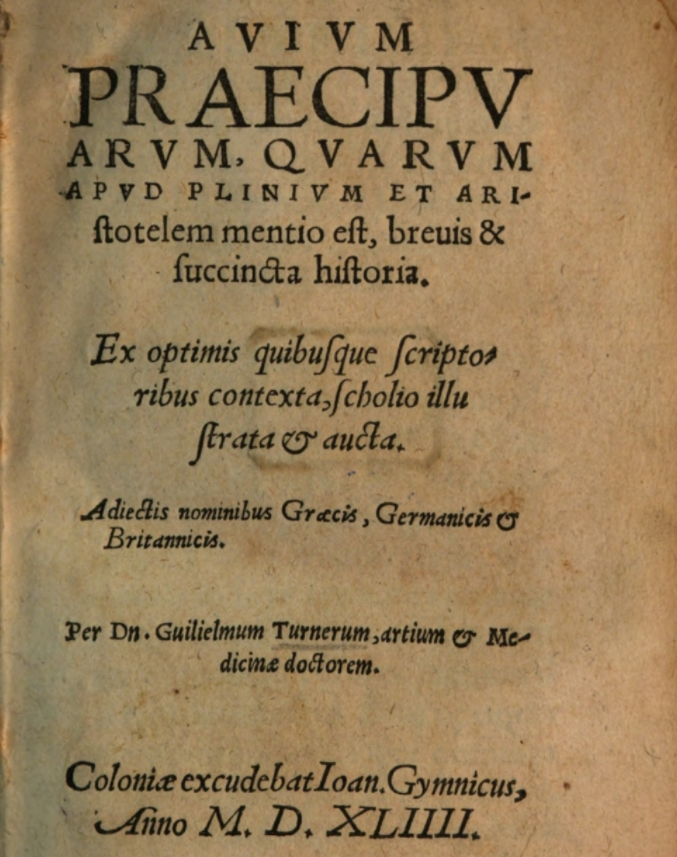
Avium Praecipuarum, 1544

1508年頃に、イングランド、ノーサンバーランド（Northumberland）の郡庁所在地・モーペス（Morpeth）に生まれた。ケンブリッジ大学のペンブルック・ホール(Pembroke Hall)で学び、1533年に学士号（M.A.）を取得し、ペンブルック・ホールの研究員、会計係になった。ケンブリッジにいる間に、研究書Libellus de re herbaria （1538）を含む7冊を著した。ターナーは、イギリスの未知の植物を調べるために、フィールドワークに多くの時間を費やし、その詳細を解説した。
1540年から旅に出て各地で説教し、それは逮捕されるまで続いた。釈放された後、薬学の勉強をしにイタリアに向かった。1540年から1542年まで、フェラーラ大学とボローニャ大学で学び、博士号（M.D.）を取得した。
薬学の学位を取得した後、ドイツのエムデン伯爵（the Earl of Emden）の主治医になった。イングランドに戻ってイングランド国教会の牧師となり、サマセット公爵（the Duke of Somerset）の主治医となった。サマセット公爵の威光で、教会の中でも昇進し、1550年にヨーク大聖堂のDean（聖職禄を受けている聖職者）になり、1551年から1553年まで、ウェールズ大聖堂の首席司祭となり、ここに薬草園を作った。カトリックのメアリー1世がイングランド女王になると、牧師であるターナーは再び国外に逃れた。1553年から1558年まで、ドイツ（神聖ローマ帝国）・のWeissenburgで暮らし、医者として働いた。彼はこの時カルヴァン主義者になった。
1558年にエリザベス1世が即位すると、ターナーはイングランドに戻り、1560年から1564年まで再びウェールズ大聖堂のDeanになった。彼はイングランド国教会に、ドイツやスイスのカルヴァン主義をもたらそうとしたが、1564年にはイングランド国教会に従わないとして職を解かれた。1568年の7月7日、ターナーはロンドンの自宅で亡くなり、St Olave Hart Streetの教会に埋葬された。

## 仕事
ターナーはそのキャリアの初期から博物学に興味を持ち、イギリスの植物と動物の信頼性の高いリストの作成にかかり、1538年にLibellus de re herbaria として出版した。1554年には、Avium praecipuarum, quarum apud Plinium et Aristotelem mentio est, brevis et succincta historia. を出版したが、これはアリストテレスと大プリニウスが解説した主な鳥とその名前について論じるだけでなく、鳥類に関する豊富な知識を生かして、正確な解説と鳥たちの生活史（一生）を加えた。これは、鳥類専門の研究書としては、印刷された最初のものである。
1545年にThe Rescuynge of the Romishe Fox 、1548年にThe Names of Herbes を出版し、1551年には、植物学者としての名声をもたらしたA New Herball （新本草書）を発表した。これは第1部に当たり、1562年に第2部が、1568年に第3部が出された。これらの膨大な研究は、イギリスの植物を初めて系統的に調査したもので、すばらしい木版画の図版が添えられていたが、図版は主に、レオンハルト・フックスのDe historia Stirpium （1542）からコピーしたものである。フィールドワークにもとづいた詳細な観察が添えられていて、全体的に見て、初期の仕事よりずっとレベルの高い本草書だった。ハーブの用途と効能が解説されたが、当時薬の知識は医者（内科医）が独占していたため（ラテン語で書かれた薬局方の内容は、薬剤師にも秘密にされていた）、ターナーは序文で、プロのための知識を一般に漏らしたことは、非難に値するだろうと述べている。
また、ターナーはA New Herball で、各ハーブの「性質」を記載した。当時のヨーロッパの医学は、ギリシャ・アラビア医学（ユナニ医学）がベースになっており、ハーブや食べ物を含め、全てのものは「熱性・冷性・乾性・湿性」の「4つの基本性質」を持ち、その度合いはそれぞれ異なるとされていた。四大元素は、4つの基本性質のうち2つを持ち、相互に変換可能であるとされ、火は熱性・乾性、空気は熱性・湿性、水は冷性・湿性、土は冷性・乾性の組み合わせであり、配合によって強弱があると考えられていた。
A New Herball は、イギリスの主なハーブについて英語で書かれた最初の本だった。第3部出版の際に、1部と2部も改訂され、エリザベス1世に捧げられた。

## 博物学の著作
- 1538: Libellus de re herbaria novus. Bydell, London. Index 1878; facsimiles 1877, 1966.
- 1544: Avium praecipuarum, quarum apud Plinium et Aristotelem mentio est, brevis et succincta historia. Gymnicus, Cologne. ed Cambridge 1823; ed with transl. Cambridge 1903.
- [1548]: The names of herbes. Day & Seres, London. ed 1881; facsimile 1966.
  - 英語の植物名に関する最初の権威ある著作で、ギリシア語、ラテン語、英語、オランダ語、フランス語の薬草名、本草学者と薬屋が使う俗称が掲載された。[2]
- 1551: A new herball. pt 1 Mierdman, London; pt 2 Barckman, Cologne. 1568, Cologne: part 2 in parts.

他の分野の著作については、Ravenによる簡単なリストがある。